# Хельге Левланд
Хельге Андреас Левланд (норв. Helge Andreas Løvland; нар. 11 травня 1890 — пом. 26 квітня 1984) — норвезький легкоатлет, який спеціалізувався в десятиборстві.

## Із життєпису
Олімпійський чемпіон з десятиборства (1920).
На Олімпіаді-1920 також посів 5-е місце у легкоатлетичному п'ятиборстві (включало стрибки у довжину, метання списа, біг на 200 метрів, метання диска та біг на 1500 метрів).
Володар 11 національних чемпіонських титулів:
- 110 метрів з бар'єрами (1914, 1917, 1918, 1919, 1920);
- стрибки у довжину (1919);
- метання диска (1920);
- п'ятиборство (1918, 1919);
- десятиборство (1919, 1920).

По завершенні спортивної кар'єри працював тренером та спортивним функціонером. Обіймав посаду генерального секретаря Олімпійського комітету Норвегії (1930-1940). Після другої світової війни очолював Спортивну раду Збройних сил Норвегії (1948-1955).

## Визнання
- «Egebergs Ærespris»[no] (укр. Почесна нагорода Егберга) (1919)
- 2001 року у Фролані був відкритий пам'ятник на честь Левланда